# Ребёрн, Генри
Сэр Ге́нри Ре́бёрн (англ. Henry Raeburn; также Рейберн; 4 марта 1756, Стокбридж близ Эдинбурга — 8 июля 1823, там же) — шотландский живописец и график, представитель романтизма; один из крупнейших портретистов рубежа XVIII–XIX веков, наряду с младшим современником Дэвидом Уилки — один из основоположников шотландской национальной школы живописи.

## Жизнь и творчество
Будущий художник получил образование сперва в эдинбургской школе Джорджа Хериота. В возрасте 15 лет учился на ювелира, затем заинтересовался гравюрой, пройдя в своём творчестве путь до положения лучшего портретиста Шотландии. 

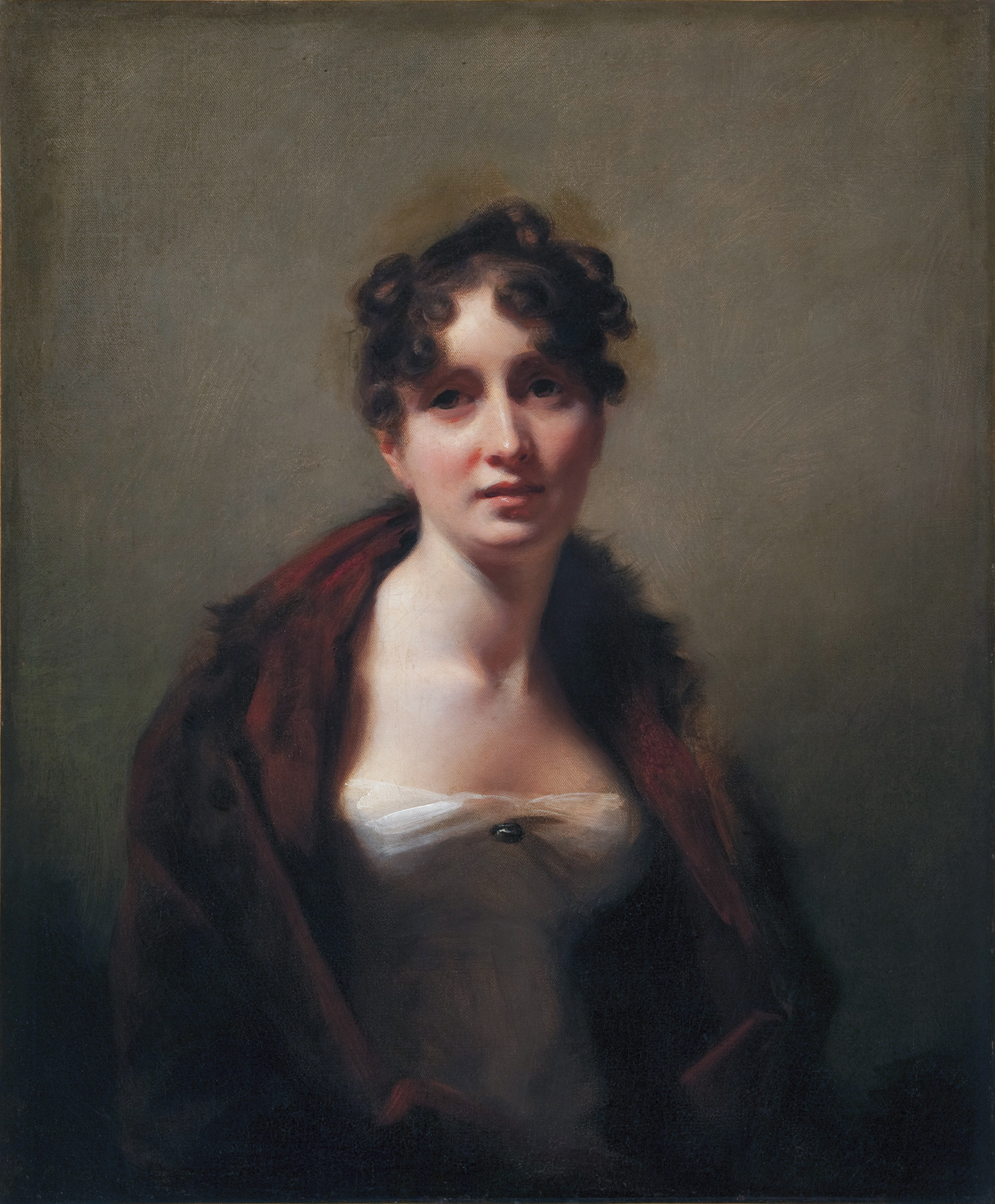
Портрет Джейн Фрейзер Титлер — супруга Д. Б. Фрэзера

После женитьбы в 1780 году на старше его на 11 лет Энн Эдгар, вдовствующей графине Лесли, Реберн в 1784 году уехал в Лондон, где учился у сэра Джошуа Рейнольдса, крупнейшего портретиста второй половины XVIII столетия.
В 1785—1787 годах художник также совершил поездку в Италию, жил в Риме. Это путешествие и знакомство с творчеством итальянских мастеров (например, с работами Помпео Батони), оказали существенное влияние на произведения Реберна, в частности на передачу светотени на его полотнах.
В 1822 году король Англии Георг IV возвел Реберна в рыцари и присвоил ему звание Художник его королевского величества в Шотландии. Шотландский патриот, Реберн собирался в 1810 году переехать в Лондон, однако вскоре понял, что не в состоянии променять родной Эдинбург на Англию. С 1815 года Реберн — член английской Королевской академии художеств.
Сэр Генри Ребёрн скончался 8 июля 1823 года в городе Эдинбурге.